# Hugo, grof Vermandoisa
Hugo Francuski (francuski: Hugues de France; 1057. – Tarz, 18. listopada 1102.), poznat i kao Hugo I. (Hugues Ier) ili Hugo Veliki (Hugues le Grand), bio je princ Francuske te grof Valoisa i Vermandoisa (de jure uxoris). Bio je najmlađi sin kralja Henrika I. Francuskog.

## Životopis

### Podrijetlo Huga
Princ Hugo je rođen 1057. godine u Francuskoj kao najmlađi sin kralja Henrika I. i njegove druge supruge, kraljice Ane Kijevske. Hugov stariji brat bio je kralj Filip I.

### Brak
Oko 1080. god., Hugo je oženio groficu Adelajdu, kćer grofa Herberta IV. Djeca Adelajde i Huga:
- Matilda[3] (Mathilde; ? — nakon 1130.), žena Rudolfa od Baugencyja
- Agneza (Agnès; o. 1085. — ?)
- Konstanca (Constance)[4]
- Izabela (Elizabeta) od Vermandoisa
- Rudolf I. od Vermandoisa, očev nasljednik
- Henrik od Vermandoisa, lord Chaumont-en-Vexina
- Šimun, biskup
- Vilim?
- Beatrica (Béatrice)

### Ratni pohodi
Kada je papa Urban II. 1095. pozvao kršćane u Prvi križarski rat, Hugov brat Filip I. se njemu nije mogao priključiti zbog prethodne ekskomunikacije te je stoga Hugo preuzeo ulogu vođe francuskih križara, ali se ubrzo pokazalo da nema prevelike vojničke ni diplomatske sposobnosti, pa je tako svojim osornim ponašanjem značajno pokvario odnose s bizantskim carem Aleksijem. Tijekom opsade Antiohije 1098. križari su Huga poslali u Carigrad da traži pomoć od cara, ali ju nije dobio. Umjesto da se vrati svojim suborcima, Hugo se vratio u Francusku, gdje je bio žestoko kritiziran zbog tog postupka te je kao svojevrsnu pokoru odlučio sudjelovati u križarskom ratu 1101. U rujnu 1101. je u Anatoliji ranjen u okršaju sa Seldžucima te je od rana umro u Tarzu mjesec dana kasnije.

## Vanjske poveznice
| Hugo, grof Vermandoisa Dinastija CapetRođ. 1057. Umr. 18. listopada 1101. |                                                             |                                     |
| Francusko plemstvo                                                        |                                                             |                                     |
| prethodnik Odo od Vermandoisa                                             | grof od Vermandoisa 1085.–1101. S: Adelajdom od Vermandoisa | nasljednik Rudolf I. od Vermandoisa |